# Desis risbeci
Desis risbeci är en spindelart som beskrevs av Lucien Berland 1931. Desis risbeci ingår i släktet Desis och familjen Desidae.
Artens utbredningsområde är Nya Kaledonien. Inga underarter finns listade i Catalogue of Life.